# Aspirationeel merk
In consumentenmarketing is een aspirationeel merk een merk dat vanwege gepercipieerde positieve eigenschappen door een grote doelgroep geambieerd wordt, zonder dat dit merk binnen hun bereik ligt. Doorgaans is de hoge prijs de beperkende factor, maar soms liggen beperkingen ook in het beperkte aanbod van het aspirationele product.
Bekende voorbeelden van aspirationele producten zijn luxe sportauto's.  Veel mensen zouden graag een dergelijke auto willen bezitten, zonder dat ze de financiële mogelijkheden hebben om dit ook te doen.  Ook extreem dure designer kleding zal voor veel consumenten tot de aspirationele producten gerekend kunnen worden.
Een aspirationeel merk kan een prijsopslag vragen ten opzichte van niet aspirationele merken.  Sommige merken hanteren ook een strategie waarbij enerzijds actief in aspirationele producten geïnvesteerd wordt, en anderzijds met behulp van producten voor een veel grotere doelgroep de bulk van het geld verdiend wordt. 